# Universo Cinematográfico Marvel: Fase Três
A Fase Três do Universo Cinematográfico da Marvel (MCU) é uma série de filmes de super-heróis americanos produzidos pela Marvel Studios com base em personagens que aparecem em publicações da Marvel Comics. A fase começou em 2016 com o lançamento de Captain America: Civil War e foi concluída em 2019 com o lançamento de Spider-Man: Far From Home da Marvel. Kevin Feige produziu todos os filmes da fase, ao lado de Amy Pascal em Spider-Man: Homecoming e Spider-Man: Far From Home, e Stephen Broussard em Ant-Man and the Wasp (2018). Os onze filmes da fase arrecadaram mais de 13,5 bilhões de dólares nas bilheterias globais e receberam uma crítica geral positiva e uma resposta pública.
Chris Evans e Tom Holland apareceram mais na fase, cada um estrelando ou fazendo aparições em cinco filmes da Fase Dois. A Marvel Studios também criou três curtas-metragens mockumentários centrados no Thor, enquanto cada um dos longas-metragens recebeu histórias em quadrinhos. A Fase Três, junto com a Fase Um e a Fase Dois, constituem a Saga do Infinito.

## Desenvolvimento
Em 28 de outubro de 2014, o presidente da Marvel Studios, Kevin Feige anunciou a lista completa de filmes que o estúdio planejava lançar como parte da Fase Três do Universo Cinematográfico Marvel (MCU): Captain America: Civil War (2016), Doctor Strange (2016), Guardians of the Galaxy Vol. 2 (2017), Thor: Ragnarok (2017), Black Panther (2017), Captain Marvel (2018) e Inhumans (2018), assim como Avengers: Infinity War - Part 1 (2018) e Avengers: Infinity War - Part 2 (2019). Feige fez este anúncio no El Capitan Theatre em Hollywood, em um evento que atraiu comparações com a Conferência Mundial de Desenvolvedores da Apple. Feige explicou que o estúdio queria anunciar todos os títulos na San Diego Comic-Con de 2014, mas "as coisas não estavam definidas" naquele momento, então o evento único foi usado em vez de todos os filmes poderia ser confirmado. A Marvel Studios nunca tinha feito um evento solo como este antes, e Feige previu que ocorreria no início de agosto ou meados de setembro antes da data de outubro ser definida.
Após o hack da Sony Pictures em 2014, foi revelado que a Sony e a Marvel estavam conversando sobre o possível compartilhamento do Homem-Aranha. A Marvel queria apresentar uma nova versão do Homem-Aranha em Captain America: Civil War e depois continuar trabalhando com os Vingadores no futuro, permitindo que a Sony mantivesse o controle criativo e o usasse em seus próprios filmes e spin-offs do Homem-Aranha, com o potencial de possivelmente usar alguns dos personagens da Marvel. Em 9 de fevereiro de 2015, a Marvel postou em seu site oficial anunciando um acordo com a Sony Pictures para permitir que o Homem-Aranha aparecesse no MCU. Em junho, foi revelado que Tom Holland foi escalado como Peter Parker / Homem-Aranha, e foi definido para aparecer na Guerra Civil, bem como no próximo filme do Homem-Aranha da Sony, que viria a ser Spider-Man: Homecoming (2017). A adição de Homecoming, assim como Ant-Man and the Wasp (2018) à lista da Fase Três levou a mudanças de data para Thor: Ragnarok (no final de 2017), Black Panther (2018) e Captain Marvel (2019). Inhumans foi removido do cronograma de lançamento, embora não tenha sido cancelado de imediato. Em novembro de 2016, Feige disse que "Inumanos acontecerão com certeza. Não sei quando. Acho que está acontecendo na televisão. E acho que, ao entrarmos na Fase 4, como sempre disse, pode acontecer como um filme." Pouco depois, a Marvel Television e a IMAX Corporation anunciaram a série de televisão de oito episódios Inhumans, a ser produzida com a ABC Studios e transmitida na ABC; a Marvel Studios decidiu que os personagens eram mais adequados para a televisão , em vez de tentar encaixar vários filmes da franquia Inhumans em potencial em torno da lista de filmes existente do estúdio. A série Inhumans não pretendia ser uma reformulação do filme planejado.
Em julho de 2016, Avengers: Infinity War - Part 1 foi renomeado para Avengers: Infinity War, enquanto a Parte 2 foi deixada sem título até o lançamento do primeiro teaser trailer em 7 de dezembro de 2018, quando foi revelado ser Avengers: Endgame. Depois que o título foi revelado, Feige afirmou que retê-lo por tanto tempo saiu pela culatra no estúdio devido às altas expectativas que os fãs estabeleceram para a revelação. Apesar disso, Feige manteve a decisão devido a como a revelação de Infinity War e Endgame antes do lançamento de Avengers: Age of Ultron (2015) tirou a atenção daquele filme. Civil War, Infinity War e Endgame foram dirigidos por Anthony e Joe Russo e escritos por Christopher Markus e Stephen McFeely. Houve uma grande colaboração entre eles e os outros diretores e escritores da Fase Três para garantir que "tudo se alinhe corretamente" para a "culminação" do MCU em Avengers: Infinity War e Avengers: Endgame. Peyton Reed, diretor de Ant-Man e Ant-Man and the Wasp, sentiu que a relação e colaboração entre os diretores da Fase Três foi "provavelmente a coisa mais próxima que esta geração terá de um sistema de estúdio dos anos 30 ou 40, onde vocês estão no lote e todos estão trabalhando em coisas diferentes".

## Filmes
| Filme                          | Data de lançamento      | Diretor(es)             | Roteirista(s)                                                                                     | Produtor(es)                    |
| ------------------------------ | ----------------------- | ----------------------- | ------------------------------------------------------------------------------------------------- | ------------------------------- |
| Captain America: Civil War     | 06 de maio de 2016      | Anthony e Joe Russo     | Christopher Markus e Stephen McFeely                                                              | Kevin Feige                     |
| Doctor Strange                 | 04 de novembro de 2016  | Scott Derrickson        | Jon Spaihts, Scott Derrickson e C. Robert Cargill                                                 | Kevin Feige                     |
| Guardians of the Galaxy Vol. 2 | 05 de maio de 2017      | James Gunn              | James Gunn                                                                                        | Kevin Feige                     |
| Spider-Man: Homecoming         | 07 de julho de 2017     | Jon Watts               | Jonathan Goldstein, John Francis Daley, Jon Watts, Christopher Ford, Chris McKenna e Erik Sommers | Kevin Feige e Amy Pascal        |
| Thor: Ragnarok                 | 03 de novembro de 2017  | Taika Waititi           | Eric Pearson, Craig Kyle e Christopher L. Yost                                                    | Kevin Feige                     |
| Black Panther                  | 16 de fevereiro de 2018 | Ryan Coogler            | Ryan Coogler e Joe Robert Cole                                                                    | Kevin Feige                     |
| Avengers: Infinity War         | 27 de abril de 2018     | Anthony e Joe Russo     | Christopher Markus e Stephen McFeely                                                              | Kevin Feige                     |
| Ant-Man and the Wasp           | 06 de julho de 2018     | Peyton Reed             | Chris McKenna, Erik Sommers, Paul Rudd, Andrew Barrer e Gabriel Ferrari                           | Kevin Feige e Stephen Broussard |
| Captain Marvel                 | 08 de março de 2019     | Anna Boden e Ryan Fleck | Anna Boden e Ryan Fleck, Geneva Robertson-Dworet                                                  | Kevin Feige                     |
| Avengers: Endgame              | 26 de abril de 2019     | Anthony e Joe Russo     | Christopher Markus e Stephen McFeely                                                              | Kevin Feige                     |
| Spider-Man: Far From Home      | 02 de julho de 2019     | Jon Watts               | Chris McKenna e Erik Sommers                                                                      | Kevin Feige e Amy Pascal        |

### Capitão América: Guerra Civil(2016)

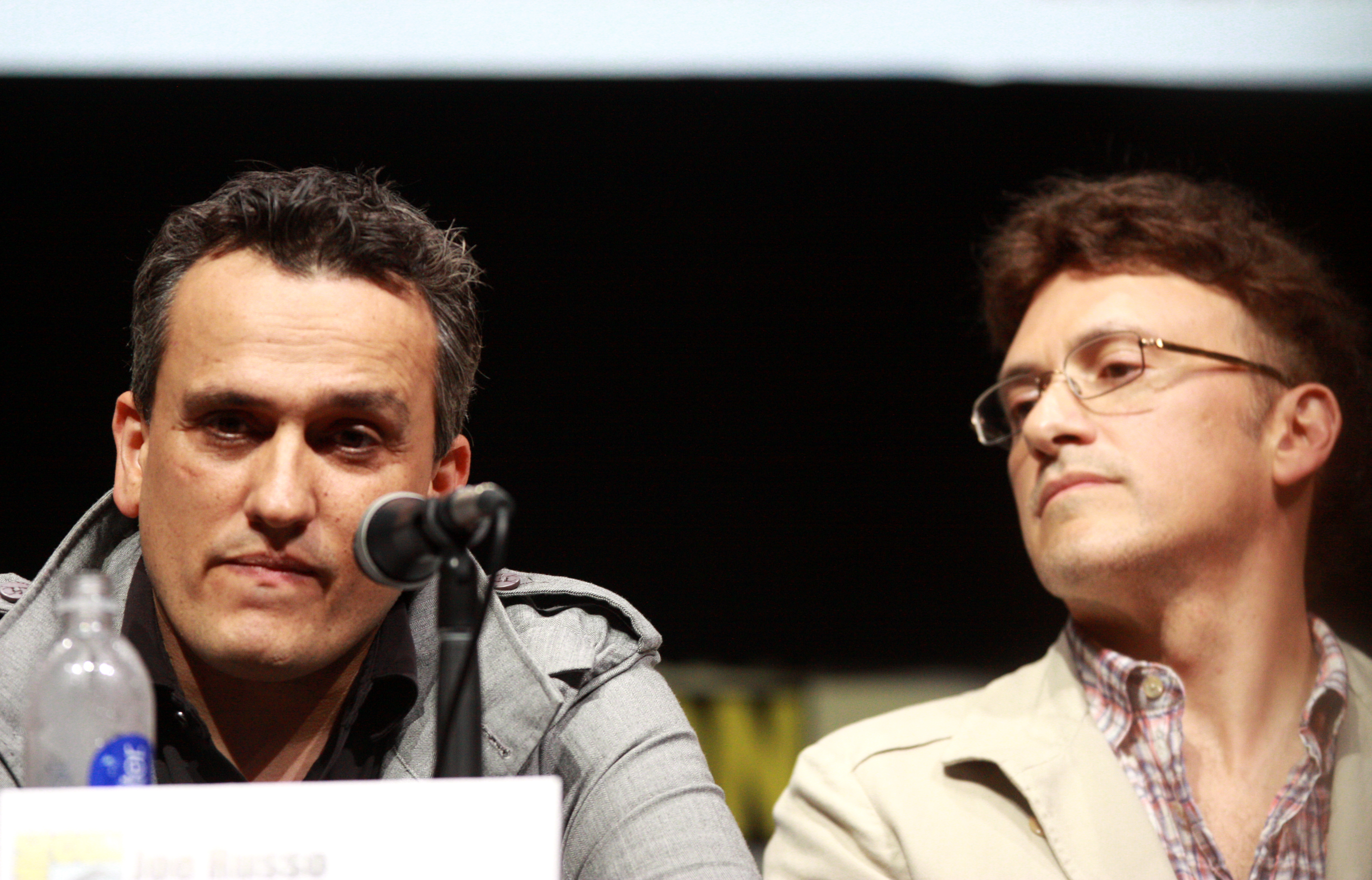
Anthony e Joe Russo, diretores de Capitão América: O Soldado Invernal e Capitão América: Guerra Civil, também retornam para Vingadores: Guerra Infinita e Vingadores Ultimato

Os Vingadores ficam fraturados em duas equipes adversas, uma liderada pelo Capitão América e outra pelo Homem de Ferro, depois de um extenso dano colateral levando os políticos a aprovar um ato que regule a atividade sobre-humana com o controle governamental e a responsabilidade pelos super-heróis.
Em janeiro de 2014, Anthony e Joe Russo assinaram para voltar a dirigir um terceiro filme do Capitão América, que eles confirmaram em março de 2014, com Chris Evans retornando como Capitão América, Feige voltando a produzir e Christopher Markus e Stephen McFeely escrevendo o roteiro.  As filmagens começaram em abril de 2015 em Pinewood, Atlanta, e concluiram em agosto de 2015. Em outubro de 2014, o título foi anunciado oficialmente como Captain America: Civil War juntamente com a confirmação que Downey iria aparecer no filme como o Homem de Ferro. O filme tem inspiração da história "Guerra Civil" dos quadrinhos, com uma tragédia em uma missão dos Vingadores inspirando um tratado que controlaria a iniciativa para diminuir os danos colaterais. O filme foi lançado em abril de 2016.
O filme está definido um ano após os eventos de Avengers: Age of Ultron. Captain America: Civil War apresenta Tom Holland como Peter Parker / Homem-Aranha e Chadwick Boseman como T'Challa / Pantera Negra no UCM, com ambos ganhando filmes solos posteriormente. Para a cena no meio dos créditos, na qual o Pantera Negra oferece ao Capitão América e Bucky Barnes refúgio em Wakanda, Joe e Anthony Russo receberam a contribuição do diretor de Black Panther, Ryan Coogler, sobre a aparência e o design de Wakanda.

### Doutor Estranho(2016)
Stephen Strange é um neurocirurgião que tem sua carreira arruinada em um acidente de carro, e em uma jornada para descobrir uma cura é introduzido às artes místicas pelo Ancião
Em Junho de 2010, Thomas Dean Donnelly e Joshua Oppenheimer foram contratados para escrever um roteiro estrelado pelo Doutor Estranho, que em janeiro de 2013, Kevin Feige confirmou como sendo um dos filmes da Fase Três. Em Junho de 2014, Scott Derrickson foi contratado para dirigir, e ele faria o roteiro final junto de Jon Spaihts e C. Robert Cargill. Em dezembro de 2014, Benedict Cumberbatch foi confirmado como o protagonista, Stephen Strange. As filmagens começaram em novembro de 2015 no Nepal, e também ocorreram no Reino Unido antes de fecharem em abril de 2016 em Nova York. As filmagens foram concluídas em Nova York em abril de 2016. Doctor Strange teve sua estreia em Hong Kong em 13 de outubro de 2016, e foi lançado no Reino Unido em 25 de outubro de 2016, e em 4 de novembro nos Estados Unidos.

### Guardiões da Galáxia Vol. 2(2017)
Em julho de 2014, a co-roteirista de Guardians of the Galaxy, Nicole Perlman, confirmou que Gunn retornaria para escrever e dirigir a sequência. Chris Pratt retorna para a sequência como Peter Quill / Senhor das Estrelas, junto com os outros Guardiões do primeiro filme, assim como outros membros do elenco. Eles são acompanhados por Pom Klementieff como Mantis, e Kurt Russell como Ego. Em junho de 2015, o título do filme foi revelado como Guardians of the Galaxy Vol. 2. As filmagens começaram em fevereiro de 2016 em Pinewood Atlanta, e terminaram em junho de 2016. Guardians of the Galaxy Vol. 2 estreou em Tóquio em 10 de abril de 2017, e foi lançado em 5 de maio de 2017.
O filme é definido dois a três meses após os eventos de Guardians of the Galaxy. Uma das cenas pós-créditos do filme sugere a introdução de Adam Warlock, depois que Gunn originalmente pretendia ter Warlock fazendo uma aparição completa em Vol. 2. Ele observou que Warlock poderia aparecer nos futuros filmes dos Guardiões, e é considerado "uma parte bastante importante" do lado cósmico do Universo Cinematográfico Marvel. O Grande Mestre, interpretado por Jeff Goldblum, é visto dançando nos créditos finais

### Homem-Aranha: De Volta Ao Lar(2017)
Peter Parker tenta equilibrar ser o herói Homem-Aranha com sua vida na escola secundária sob orientação de Tony Stark enquanto ele lida com a ameaça do Abutre.
Em janeiro de 2015, a Sony Pictures anunciou que Andrew Garfield não interpretaria mais o Homem-Aranha em filmes futuros, também cancelando qualquer projeto envolvendo a franquia The Amazing Spider-Man. Em 9 de fevereiro de 2015, a Sony Pictures e a Marvel anunciaram que a Sony lançaria um filme do Homem-Aranha coproduzido pelo presidente da Marvel Studios, Kevin Feige e Amy Pascal, com a Sony Pictures continuando a possuir, financiar, distribuir e ter o controle criativo final dos filmes do Homem-Aranha. Em abril de 2015, Feige confirmou que o personagem seria Peter Parker e acrescentou que Marvel estava trabalhando para adicionar Homem-Aranha ao MCU desde pelo menos outubro de 2014, quando eles anunciaram sua lista completa de filmes da Fase Três, dizendo: "Marvel não anuncia nada oficialmente até que seja colocada em pedra. Então nós avançamos com esse Plano A em outubro, com o Plano B sendo, se o acordo acontecesse com a Sony, como tudo mudaria". Em junho de 2015, Tom Holland foi lançado no papel de Homem-Aranha e Jon Watts foi contratado para dirigir o filme, e no próximo mês, John Francis Daley e Jonathan Goldstein foram contratados para escrever o roteiro. Os roteiristas adicionais incluem Watts & Christopher Ford, Chris McKenna e Erik Sommers. Em abril de 2016, o título foi revelado como Spider-Man: Homecoming. A produção começou em junho de 2016 em Pinewood Atlanta, e concluiu em outubro de 2016. Spider-Man: Homecoming estreou em 28 de junho de 2017 em Hollywood, e nos Estados Unidos em 7 de julho de 2017.
O filme é ambientado vários meses após os acontecimentos de Captain America: Civil War, que é oito anos após os acontecimentos de The Avengers. Em abril de 2016, Feige confirmou que personagens de filmes do MCU anteriores apareceriam no filme, com Robert Downey Jr. confirmado para reprisar seu papel como Tony Stark / Homem de Ferro pouco depois disso. Favreau, Paltrow e Evans também retomam seus papéis como Happy Hogan, Pepper Potts, e Steve Rogers / Capitão América, respectivamente. O grupo de limpeza Damage Control aparece no filme. Vários armamentos e artefatos de filmes anteriores, são referenciados ao longo do filme, com Toomes e sua tripulação reunindo suas armas. Na escola secundária de Parker, uma de suas aulas tem uma lição sobre os Acordos de Sokovia, e os retratos de Bruce Banner, Howard Stark e Abraham Erskine são vistos dentro da escola. O cinto de Thor, Megingjord, também é referenciado. O personagem Aaron Davis faz referência ao seu sobrinho Miles Morales no filme.

### Thor: Ragnarok(2017)
Thor, preso em outro mundo sem Mjölnir, deve sobreviver a um duelo de gladiadores contra seu velho amigo, o Hulk, para retornar a Asgard a tempo de parar, Hela e o iminente Ragnarök.
Em janeiro de 2014, a Marvel anunciou que um terceiro filme Thor estava em desenvolvimento, com Craig Kyle e Christopher Yost escrevendo o roteiro, e foi oficialmente anunciado como Thor: Ragnarok em outubro de 2014. Em outubro de 2015, Taika Waititi entrou em negociações para dirigir Thor: Ragnarok. Em dezembro de 2015, Stephany Folsom foi contratada para reescrever o roteiro. Um ano depois, em janeiro de 2017, revelou-se que Eric Pearson escreveu o roteiro, com Kyle, Yost e Folsom recebendo o crédito da história. Pearson, Kyle e Yost receberiam, em última análise, crédito de roteirista para o filme. Hemsworth, Hiddleston, Idris Elba e Anthony Hopkins retomam seus papéis como Thor, Loki, Heimdall e Odin, respectivamente, e são acompanhados por Cate Blanchett como Hela. A produção começou em julho de 2016 na Austrália em Village Roadshow Studios, e terminou no final de outubro de 2016. Thor: Ragnarok estreou em Los Angeles em 10 de outubro de 2017, e começará seu lançamento internacional em 24 de outubro de 2017 no Reino Unido, e será lançado em 3 de novembro de 2017 nos Estados Unidos.
O filme está ambientado quatro anos após os acontecimentos de Thor: The Dark World, dois anos após os acontecimentos de Avengers: Age of Ultron, e em torno do mesmo período que o Captain America: Civil War e Spider-Man: Homecoming. O produtor Brad Winderbaum observou que "as coisas acontecem umas das outras agora na Fase Três. Eles não estão tão interligados quanto estavam na Fase Um". Mark Ruffalo e Benedict Cumberbatch aparecem no filme como Bruce Banner / Hulk e Doutor Estranho, respectivamente.

### Pantera Negra(2018)
T'Challa volta a casa como rei de Wakanda, mas encontra sua soberania desafiada por um adversário de longa data em um conflito que tem consequências globais.
Em outubro de 2014, Feige anunciou que Black Panther seria lançado em 3 de novembro de 2017, com Chadwick Boseman lançado no papel principal. O ator foi definido para retratar o personagem em Captain America: Civil War, antes de estrelar seu próprio filme.

### Vingadores: Guerra Infinita(2018)
Os Vingadores, despedaçados após os acontecimentos de Captain America: Civil War, unem forças com os Guardiões da Galáxia para combaterem Thanos, que está tentando juntar as Joias do Infinito e colocá-las em uma manopla que lhe dará domínio total sobre o espaço, o tempo, toda a realidade, o poder, a alma e a mente.

### Homem-Formiga e a Vespa(2018)
Conforme Scott Lang divide sua vida entre a tarefa de ser um herói e também ser um pai, Hope van Dyne e o Dr. Hank Pym apresentam uma nova missão que coloca o Homem-Formiga para lutar junto com a Vespa para desvendar vários segredos do passado.

### Capitã Marvel(2019)
Quando uma guerra galáctica entre duas raças alienígenas atinge a Terra, Carol Danvers encontra-se a si mesma e um pequeno grupo de aliados no centro do turbilhão.

### Vingadores: Ultimato(2019)
Após os eventos devastadores em Avengers: Infinity War, o universo está em ruínas graças aos esforços do Titã Louco, Thanos. Com ajuda dos aliados remanescentes, os Vingadores precisam juntar-se novamente para desfazer as ações de Thanos e restaurar a ordem no universo de uma vez por todas, independente das consequências que podem lhes aguardar.

### Homem-Aranha: Longe de Casa(2019)
Após os acontecimentos de Avengers: Endgame, Peter Parker decide se unir a Ned e MJ, seus melhores amigos, e o restante dos estudantes que estão passando férias na Europa. Entretanto, o plano de Peter de deixar a vida de super-herói para trás por algumas semanas é rapidamente estragado quando ele é convocado por Nick Fury para ajudar a desvendar um mistério de diversas criaturas elementais que estão atacando e criando o caos no continente.

## Recepção

### Bilheterias
| Filme                          | Data de lançamento nos EUA | Arrecadação          | Arrecadação            | Arrecadação     | Ranking geral | Ranking geral | Orçamento            | Ref.    |
| Filme                          | Data de lançamento nos EUA | Bilheteria doméstica | Bilheteria no exterior | Total           | EUA e Canadá  | Mundial       | Orçamento            | Ref.    |
| ------------------------------ | -------------------------- | -------------------- | ---------------------- | --------------- | ------------- | ------------- | -------------------- | ------- |
| Captain America: Civil War     | 6 de maio de 2016          | $408,084,349         | $745,211,944           | $1,153,296,293  | 33            | 22            | $250 milhões         | [ 115 ] |
| Doctor Strange                 | 4 de novembro de 2016      | $232,641,920         | $445,076,475           | $677,718,395    | 154           | 131           | $165 milhões         | [ 116 ] |
| Guardians of the Galaxy Vol. 2 | 5 de maio de 2017          | $389,813,101         | $473,942,950           | $863,756,051    | 41            | 75            | $200 milhões         | [ 117 ] |
| Spider-Man: Homecoming         | 7 de julho de 2017         | $334,201,140         | $545,965,784           | $880,166,924    | 64            | 68            | $175 milhões         | [ 118 ] |
| Thor: Ragnarok                 | 3 de novembro de 2017      | $315,058,289         | $538,918,837           | $853,977,126    | 79            | 78            | $180 milhões         | [ 119 ] |
| Black Panther                  | 16 de fevereiro de 2018    | $700,059,566         | $646,853,595           | $1,346,913,161  | 4             | 13            | $200 milhões         | [ 120 ] |
| Avengers: Infinity War         | 27 de abril de 2018        | $678,815,482         | $1,369,544,272         | $2,048,359,754  | 5             | 5             | $316–400 milhões     | [ 121 ] |
| Ant-Man and the Wasp           | 6 de julho de 2018         | $216,648,740         | $406,025,399           | $622,674,139    | 181           | 153           | $162 milhões         | [ 122 ] |
| Captain Marvel                 | 8 de março de 2019         | $426,829,839         | $701,444,955           | $1,128,274,794  | 25            | 26            | $150–175 milhões     | [ 123 ] |
| Avengers: Endgame              | 26 de abril de 2019        | $858,373,000         | $1,939,427,564         | $2,797,800,564  | 2             | 1             | $356 milhões         | [ 124 ] |
| Spider-Man: Far From Home      | 2 de julho de 2019         | $390,532,085         | $741,395,911           | $1,131,927,996  | 40            | 25            | $160 milhões         | [ 125 ] |
| Total                          | Total                      | $4,951,424,511       | $8,553,808,155         | $13,505,232,666 | -             | -             | $2.294–2.403 bilhões |         |

### Recepção da Crítica
| Filme                          | Rotten Tomatoes    | Metacritic       |
| ------------------------------ | ------------------ | ---------------- |
| Captain America: Civil War     | 90% (419 críticas) | 75 (53 críticas) |
| Doctor Strange                 | 89% (377 críticas) | 72 (49 críticas) |
| Guardians of the Galaxy Vol. 2 | 85% (417 críticas) | 67 (48 críticas) |
| Spider-Man: Homecoming         | 92% (391 críticas) | 73 (51 críticas) |
| Thor: Ragnarok                 | 93% (429 críticas) | 74 (51 críticas) |
| Black Panther                  | 96% (518 críticas) | 88 (55 criticas) |
| Avengers: Infinity War         | 85% (477 críticas) | 68 (54 criticas) |
| Ant-Man and the Wasp           | 87% (433 críticas) | 70 (56 criticas) |
| Captain Marvel                 | 79% (532 críticas) | 64 (56 criticas) |
| Avengers: Endgame              | 94% (538 críticas) | 78 (57 críticas) |
| Spider-Man: Far From Home      | 90% (448 críticas) | 69 (55 críticas) |